# The Dark Pictures Anthology
The Dark Pictures Anthology ist eine Serie von interaktiven Survival-Horror-Spielen; produziert von Supermassive Games und herausgebracht von Bandai Namco Holdings.

## Spiele
Insgesamt sollen mehrere verschiedene, inhaltlich voneinander unabhängige Spiele entstehen. Ab dem dritten Teil sind die Spiele im Gegensatz zu den ersten beiden Teilen auch nativ auf der PlayStation 5 spielbar.

### Staffel 1
- The Dark Pictures Anthology: Man of Medan (2019)
- The Dark Pictures Anthology: Little Hope (2020)
- The Dark Pictures Anthology: House of Ashes (2021)
- The Dark Pictures Anthology: The Devil in Me (2022)[2]

### Staffel 2
Im Februar 2022 registrierte Supermassive Games fünf verschiedene Spieltitel und Logos für die The-Dark-Pictures-Anthology-Serie, welche mutmaßliche Teile der 2. Staffel sein könnten.
- The Dark Pictures Anthology: Directive 8020 (als Staffelauftakt offiziell für 2025 angekündigt)[4][5]
- The Craven Man
- Intercession
- O Death
- Winterfold

Mit Switchback VR erschien am 16. März 2023 ein VR-Ableger der Serie für PlayStation VR2.

## Gameplay
Der Spieler begleitet jeweils eine fünfköpfige Gruppe auf einem Horror-Abenteuer-Trip und muss dabei kleinere Handlungen vornehmen, Entscheidungen treffen und Quick-Time-Events bestehen. Dabei ist das Spiel eher wie ein interaktiver Film gestaltet, wobei die Figuren nur in manchen Szenen selbst gesteuert werden müssen. Die Spieler müssen verschiedene Entscheidungen treffen, die Konsequenzen auf den weiteren Spielverlauf haben und die Beziehung der Charaktere untereinander beeinflusst. Alle fünf Charaktere können das Spiel überleben oder währenddessen umkommen. Das Spiel hat verschiedene Enden mit unterschiedlichen Szenarios.
Das explizite Gameplay funktioniert in allen Spielen vom Grundprinzip her identisch, einzelne Steuerungselemente und -möglichkeiten unterscheiden sich jedoch.

## Der Kurator
Als gemeinsames Element haben alle Spiele denselben Kurator, gespielt von Pip Torrens. Dieser ist festes Bindeglied und führt als Durchbrecher der vierten Wand in die jeweiligen Geschichten ein, kommentiert das Geschehen und kann auf Wunsch Tipps geben.
Als Easter-Egg taucht der Kurator in den Spielen der Reihe neben seinen eigenen Sequenzen auch im Hintergrund der jeweiligen Geschichten auf und beobachtet das Spielgeschehen.